# Tomáš Kocian
Tomáš Kocian (ur. 27 marca 1988 w Bratysławie) – niemiecki siatkarz pochodzenia słowackiego, grający na pozycji rozgrywającego, reprezentant Słowacji.
Jego młodszy brat Adam, również jest siatkarzem.

## Przebieg kariery
| Tomáš Kocian przed rozpoczęciem finału Pucharu Niemiec 2022/2023 w barwach klubu SWD Powervolleys Düren |                        |
| Lata | Klub                   |
| | SSF Fortuna Bonn       |
| 2010–2011                                                                                               | VC Eintracht Mendig    |
| 2011–2013                                                                                               | Evivo Düren            |
| 2013–2014                                                                                               | TV Ingersoll Bühl      |
| 2014–2015                                                                                               | SWD Powervolleys Düren |
| 2015–2018                                                                                               | VfB Friedrichshafen    |
| 2018–                                                                                                   | SWD Powervolleys Düren |

## Sukcesy klubowe
Liga niemiecka:
- 2016, 2017, 2018
- 2015

Superpuchar Niemiec:
- 2016, 2017

Puchar Niemiec:
- 2017, 2018